# لباس‌های نیروهای نظامی روسیه
نیروهای مسلح روسیه از سیستم گسترده ای از لباس استفاده می کنند که از نیروهای مسلح اتحاد جماهیر شوروی به ارث رسیده و در طول سال‌ها اصلاح شده است. 

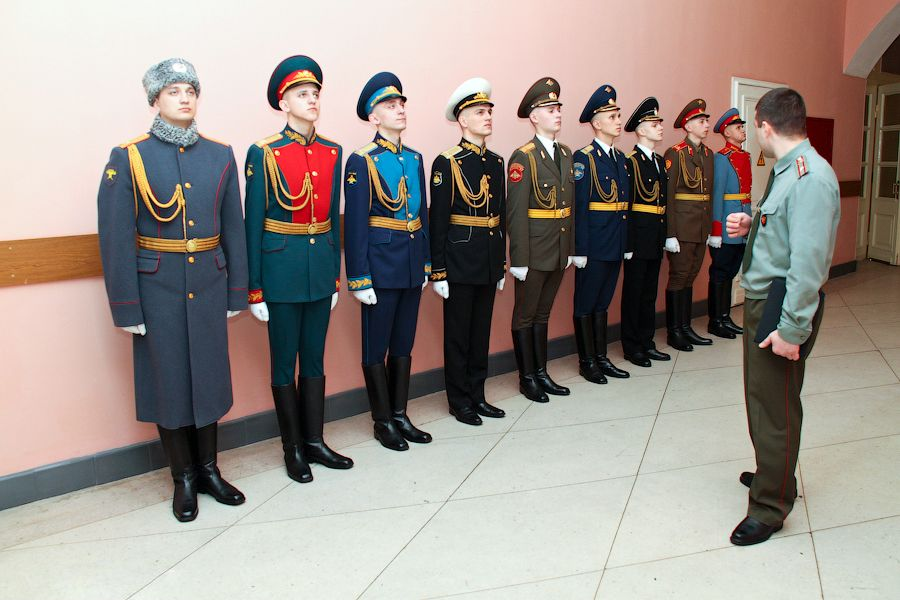
انواع مختلف لباس نظامی روسی.

## حکومت

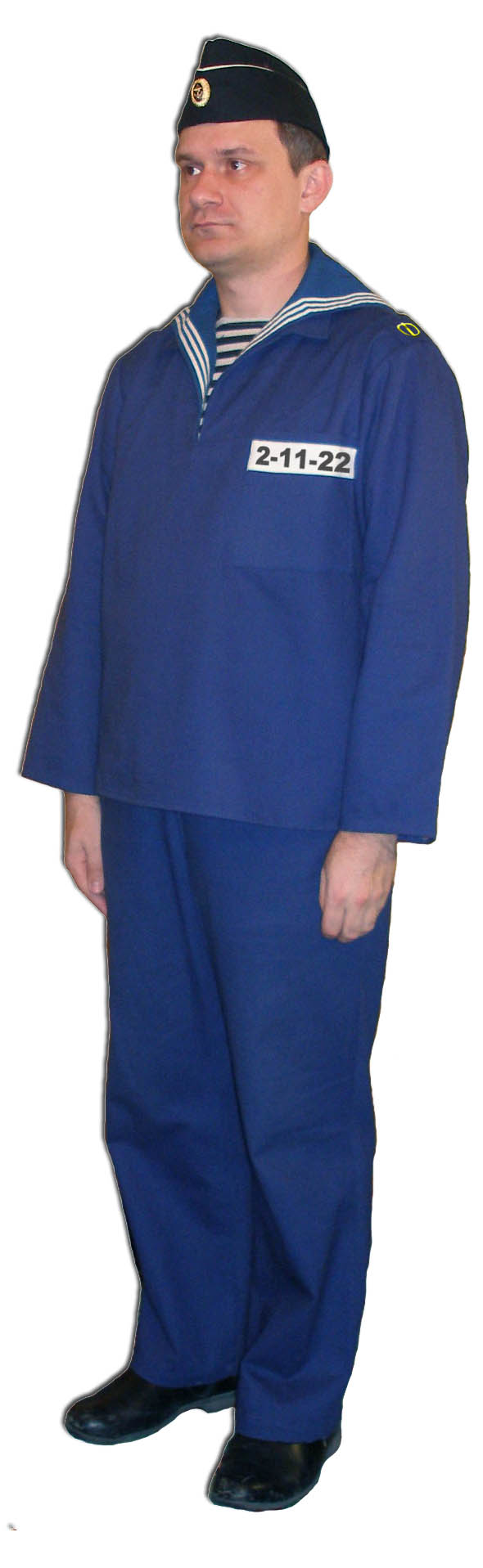
لباس نیروی دریایی روسیه.

آیتم‌های خاص لباس و تجهیزات مورد استفاده در نیروهای مسلح فدراسیون روسیه توسط دستگاه‌های حاکمیتی نیرو و در نهایت توسط وزیر دفاع تعیین می شود . قوانین مربوط به پوشیدن این لباس که در دهه ۱۹۹۰ میلادی تأسیس شده است نیز در دست بررسی است. 

## انواع
لباس های سنتی به سه دسته تقسیم می شوند: پیکربندی های تشریفاتی ، هر روزه و میدانی ، با تغییرات تابستانی و زمستانی. 

## طرح
از نظر طراحی آنها لباس‌هایی که امروزه توسط سربازان، ملوانان و همافران فدراسیون روسیه پوشیده می‌شود تا حدی یک توسعه بر روی لباس‌های ارتش توسط اتحاد جماهیر شوروی سابق است. به طور خاص ، رنگهای مرسوم رنگهای سیاه، سبز و آبی که به ترتیب در خدمت نیروی دریایی روسیه ، ارتش روسیه و نیروی هوایی روسیه است ، به رنگهای مشکی ، سبز و آبی پوشیده می شود. این تقسیم کلاسیک از رنگ‌ها امروزه بیشتر در لباس فرم نیروهای مسلح مشهود است. 

## آئین نامه
پوشیدن لباس منوط به مقررات است که نه تنها برای افراد تحت خدمت در نیروهای مسلح اعمال می شود بلکه برای دانش آموزان آکادمی های نیروی دریایی ارتش سووروف و ناخیموف ، سپاه نیروی دریایی و کاردانی و شهروندان مرخص شده از خدمت فعال که هنوز هم اعضای ذخیره هستند الزامی است. . کارمندان سابق و خانم‌هایی که هنوز هم حق پوشیدن لباس نظامی را دارند نیز باید این مقررات را رعایت کنند. 

### نیروی دریایی
در نیروی دریایی ، طیف گسترده ای از لباس‌ها با سنت شوروی متفاوت است. رنگ های غالب به رنگ آبی دریایی (به عنوان مثال فلانل ، کت و شلوار دریایی (لباس کار)) هستند که در عمل سیاه و سفید و سفید هستند. (به عنوان مثال لباس تابستانی و یکنواخت لباس برای مأموران برای پوشیدن در دمای هوای بالا و همچنین مقدمات). ) 

### نیروهای زمینی
رنگ به اصطلاح " سبز " نیروهای زمینی می تواند به معنای زیر باشد: 
رنگ موج دریایی   لباس افسران در سال ۲۰۱۰ به سال ۱۹۹۴ برگردد و استمرار با لباس نیروهای مسلح اتحاد جماهیر شوروی را بازگرداند ، که به نوبه خود شبیه به یگان های پیاده نظام و توپخانه امپراتوری روسیه در قرن ۱۹ و اوایل قرن ۲۰ است. رنگ زیتون لباس های تشریفاتی و گاه به گاه سربازان و افسران از سال ۱۹۹۴تا ۲۰۱۰تا حدودی متفاوت از گذشته بود. در سال 2010 ، رنگ زیتون سربازان لباس و لباس روزانه افسران نیروهای مسلح فدراسیون روسیه سبز روشن تر شد ، به طوری که اختلاف رنگ ها قوی تر می شود. 

### نیروی هوایی
لباس افسران نیروی هوایی فدراسیون روسیه و اتحاد جماهیر شوروی به طور سنتی آبی است. در اتحاد جماهیر شوروی ، لباس افسران به رنگ خاکی شبیه به لباس سربازان بود. فرمانده نیروی هوایی در دهه ۱۹۲۰ و ۱۹۳۰ (با وقفه) لباس آبی پوشید. 
همچنین در نیروهای مسلح فدراسیون روسیه تعدادی لوازم یکسان وجود دارد که در اتحاد جماهیر شوروی و امپراتوری روسیه مورد استفاده قرار می گرفت. به عنوان مثال نمای کلی از تسمه ها و تسمه های شانه از محاسبات تشریفاتی و یگان‌های نگهبان افتخاری به ویژه در مواقع تشریفات، مانند رژه‌ها در میدان سرخ و سایر شهرها به مناسبت تعطیلات ایالتی و نظامی، جلسه روسای دولت و دولت هیئت‌ها، مراسم تشریفات و افتخارات نظامی.

## لباس‌های مختلف

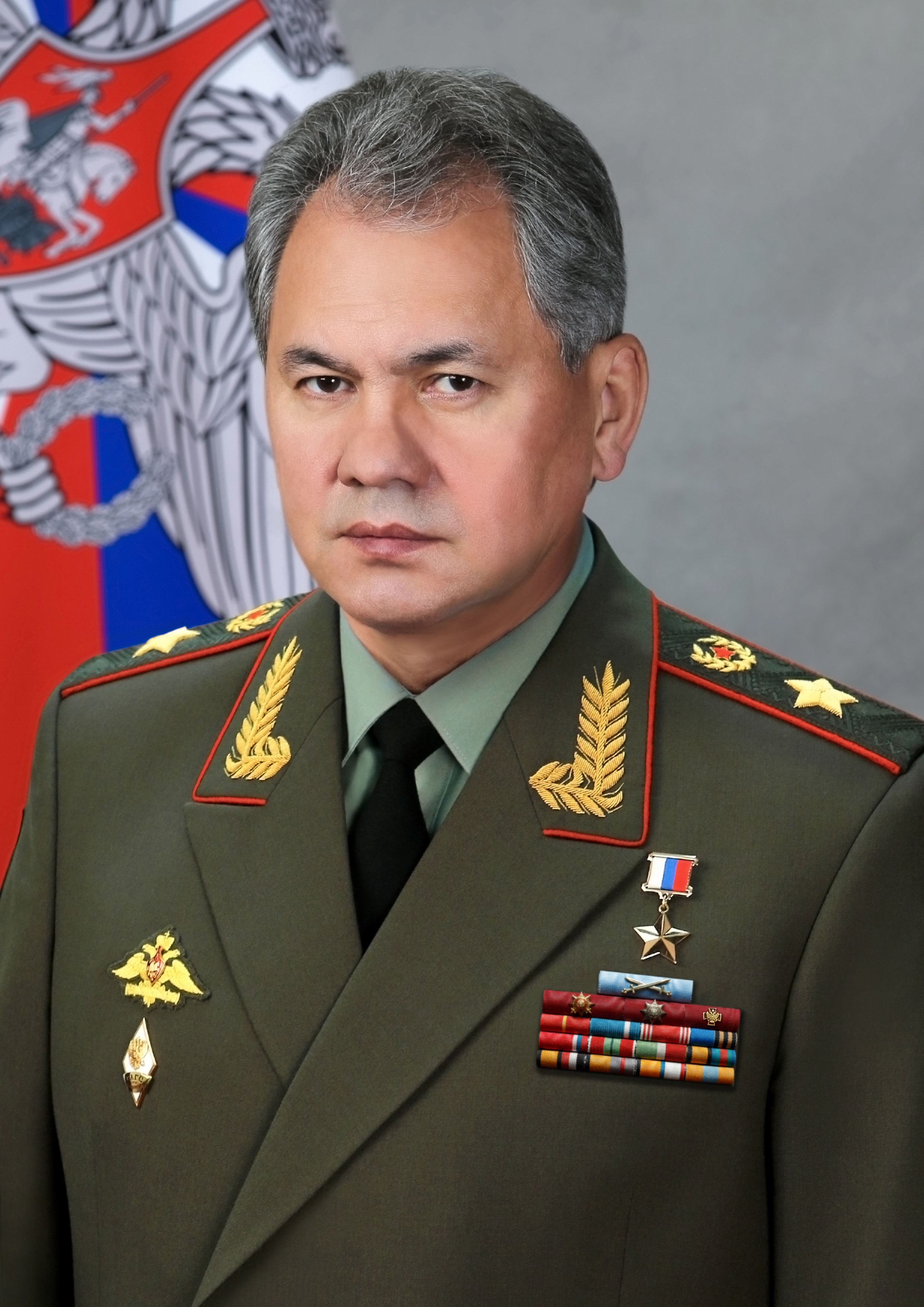
سرگئی شویگو با لباس نیروی زمینی
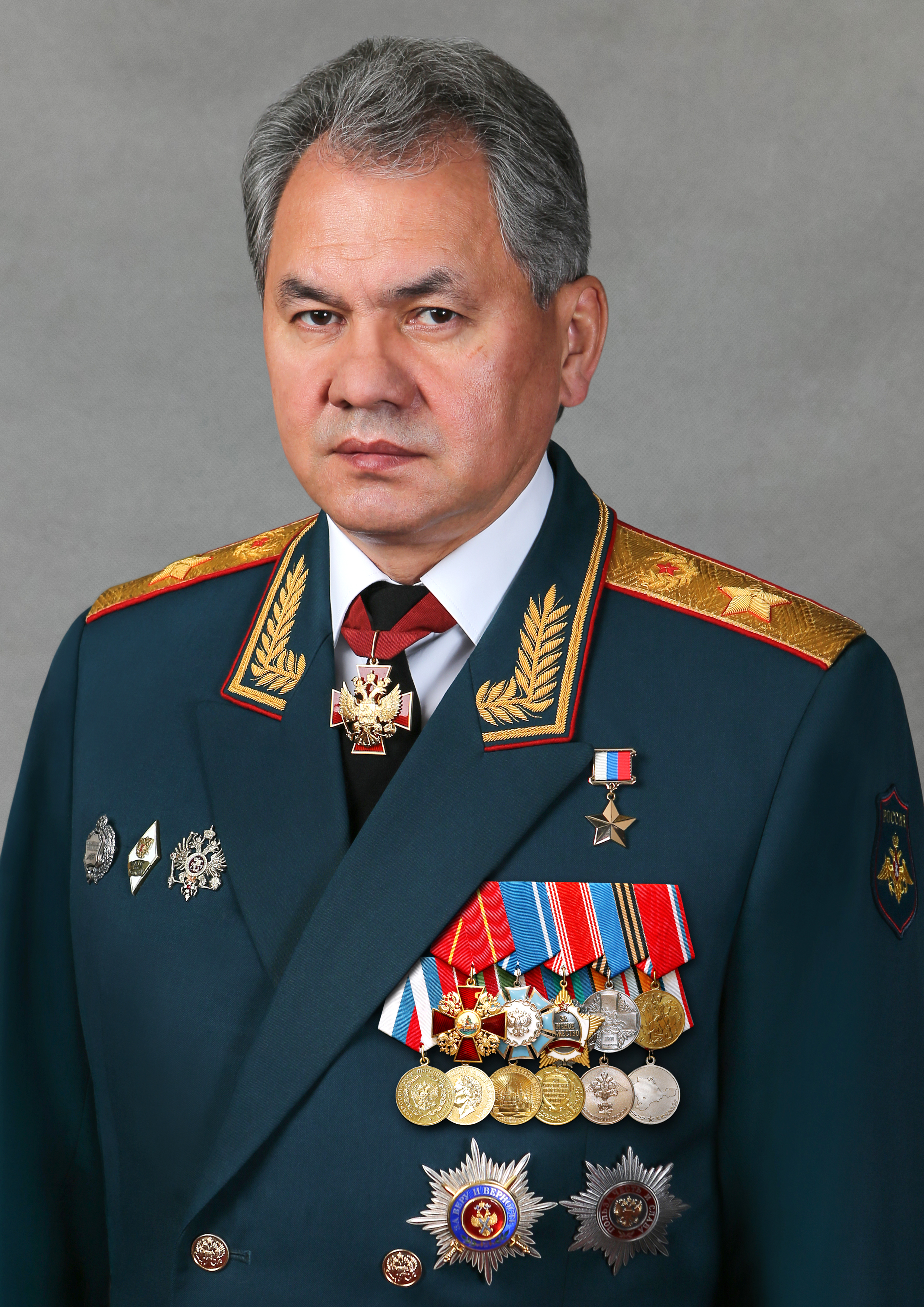
… لباس رژه یقه باز
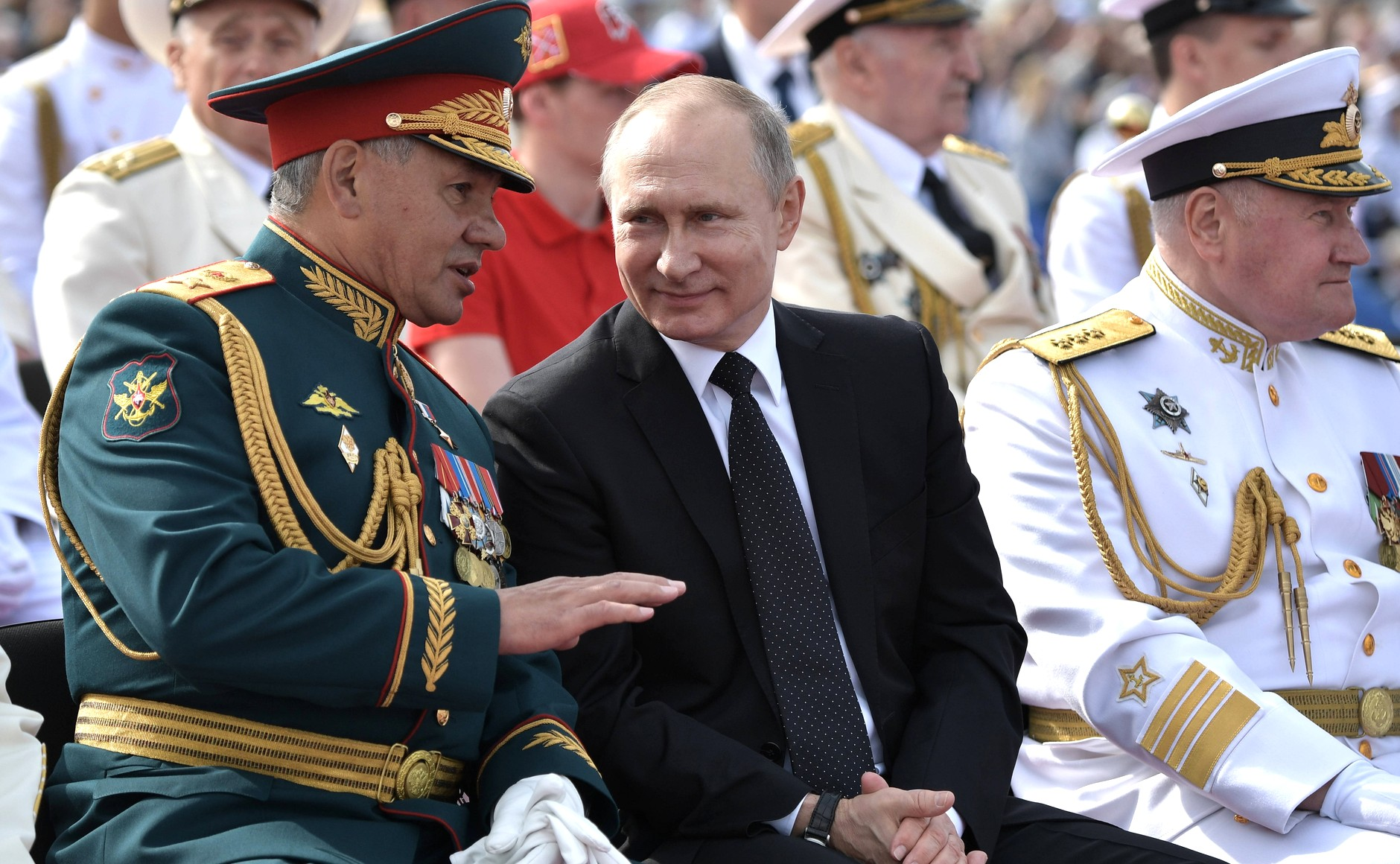
... لباس رژه یقه بسته
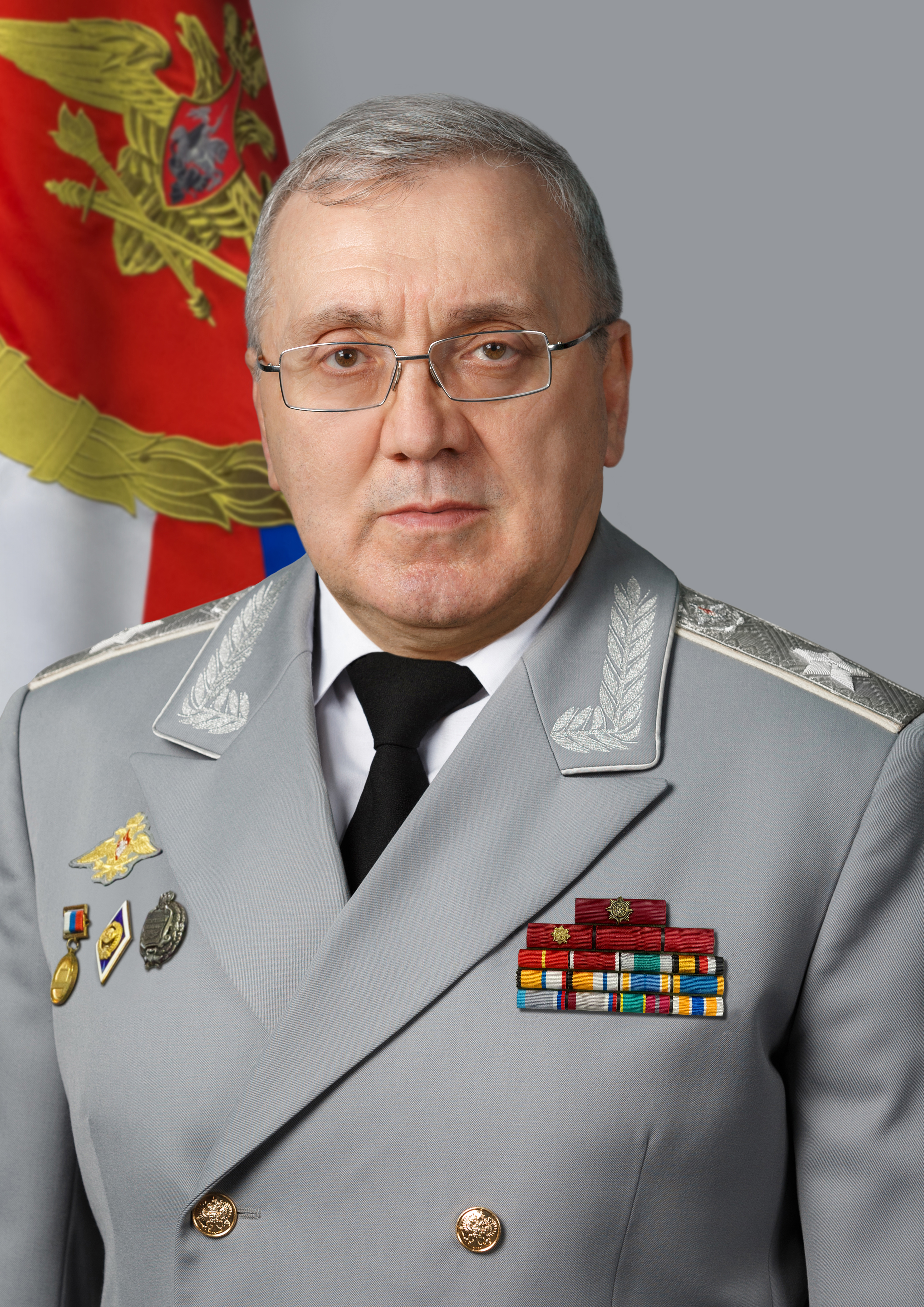
Ruslan Tsalikov در لباس لباس خاکستری
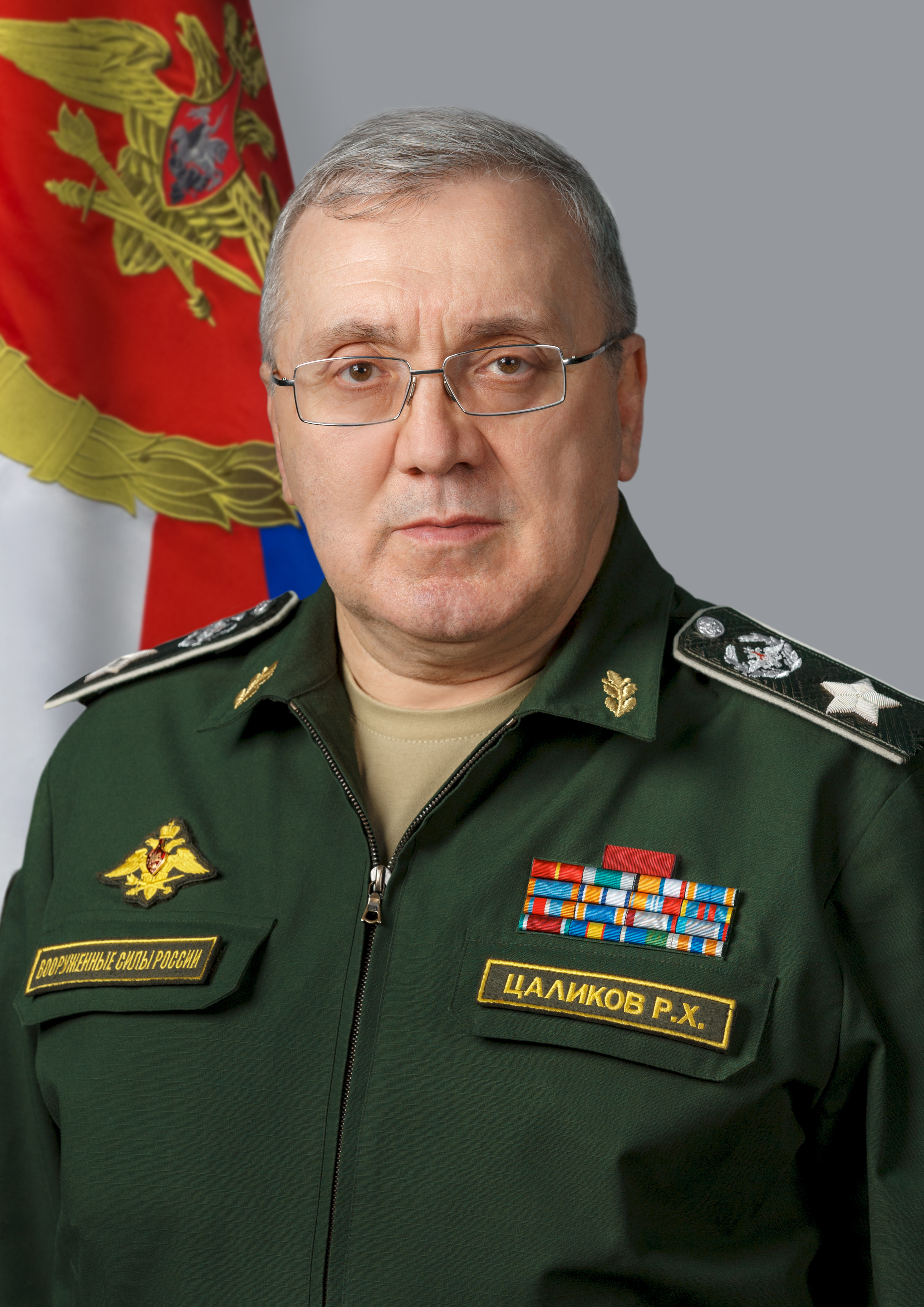
... لباس روزمره